# Belaja Rus
Belaya Rus (belarusiska: Белая Русь, "Vit Rus") är en belarusisk nationalistisk politisk organisation som grundades den 17 november 2007 för att stödja Belarus president Aleksandr Lukasjenko. Organisationen har ofta uttrykt avsikten att ombilda sig till ett politiskt parti. President Lukasjenko har varken uttryckligen stött eller varit emot det, även om han uppskattar att Belaja Rus är "patrioter". Organisationen baseras på samma idé som Allryska folkfronten. Den har ingen annan ideologi än ett totalt stöd för Lukasjenko. Ledaren för organisationen är tidigare vitryska utbildningsministern Alexander Radkov. Antalet medlemmar uppgår till 180 000 .
Gennadij Davydko, chefen för det vitryska TV- och Radio Bolaget, har valts till ordförnde för Belaja Rus. Beslutet var enhälligt. 